# 滋賀県警察
滋賀県警察（しがけんけいさつ）は、警察法第36条により滋賀県に置かれた警察組織であり、滋賀県を管轄区域とする。略称は滋賀県警。警察法第38条により滋賀県公安委員会の管理を受ける。給与支払者は滋賀県知事である。また近畿管区警察局の監督を受ける。本部庁舎は大津市打出浜1番15号に所在する。12の警察署と、定員2585人の警察職員からなる。

## 沿革
- 1954年（昭和29年）7月1日 - 警察法施行に伴い、国家地方警察滋賀県本部と、大津市警察などの自治体警察が統合し滋賀県警察発足。
- 1966年（昭和41年）4月1日 - 交通部を新設。
- 1983年（昭和58年）4月1日 - 防犯部を新設。

## 本部組織
- 警務部
  - 総務課
    - 庶務係
    - 広報係
    - 音楽隊
    - 公安委員会補佐室

  - 会計課
    - 庶務係
    - 会計企画係
    - 予算係
    - 施設第一係
    - 施設第二係
    - 用度係
    - 装備第一係
    - 装備第二係
    - 監査室
      - 監査第一係
      - 監査第二係

  - 警務課
    - 庶務係
    - 企画係
    - 総合施策係
    - 職員活躍推進係
    - 法規係
    - 人事係
    - 採用係
    - 給与係

  - 留置管理課
    - 留置管理係

  - 企画教養課
    - 庶務係
    - 企画指導係
    - 術科指導係
    - 取調べ監督室

  - 警察県民センター
    - 庶務係
    - 相談・広聴係
    - 情報公開推進室
    - 犯罪被害者支援室

  - 情報管理課
    - 庶務係
    - 企画指導係
    - 開発運用第一係
    - 開発運用第二係
    - 文書係
    - 照会係

  - 厚生課
    - 庶務係
    - 共済係
    - 福利係
    - 健康管理推進室

  - 監察官室
    - 庶務係
    - 表彰係
    - 監察・訟務係
- 生活安全部
  - 生活安全企画課
    - 庶務係
    - 企画係
    - 犯罪抑止係
    - 子ども女性安全対策係
    - ストーカー・DV等対策係
    - 許可等事務担当室

  - 地域課
    - 庶務係
    - 企画係
    - 水上等安全対策係
    - 地域指導室
    - 水上警察隊
    - 鉄道警察隊

  - 通信指令課
    - 庶務係
    - 企画指導係
    - 通信指令第一係
    - 通信指令第二係
    - 通信指令第三係

  - 少年課
    - 庶務係
    - 少年企画係
    - 少年事件特別捜査隊
    - 少年健全育成室
      - 少年育成係
      - 大津少年サポートセンター
      - 米原少年サポートセンター

  - 生活環境課
    - 庶務係
    - 企画指導係
    - 環境係
    - 生活経済係
    - 風俗係

  - サイバー犯罪対策課
    - 庶務係
    - 対策第一係
    - 対策第二係
    - 支援・解析係
    - 捜査係
    - サイバー犯罪捜査研修所

  - 機動警察隊[2]
    - 庶務係
    - 指導係
    - 警ら第一小隊
    - 警ら第二小隊
- 刑事部
  - 刑事企画課
    - 庶務係
    - 企画係
    - 手配共助係
    - 指導係
    - 公判対応係
    - 捜査研修所
      - 研修第一係
      - 研修第二係

  - 捜査支援分析課
    - 庶務係
    - 支援管理係
    - 情報分析係
    - 手口係
    - 統計係
    - 機動捜査隊
      - 第一係
      - 第二係
      - 第三係

  - 捜査第一課
    - 庶務係
    - 強行犯第一係
    - 強行犯第二係
    - 特殊犯係
    - 盗犯係
    - 人身安全対策室
    - 検視官室

  - 捜査第二課
    - 庶務係
    - 知能犯第一・選挙係
    - 知能犯第二係
    - 特別捜査第一係
    - 特別捜査第二係

  - 組織犯罪対策課
    - 組織犯罪対策指導官
    - 庶務係
    - 暴力団対策係
    - 犯罪収益対策係
    - 捜査係
    - 国際犯罪対策係
    - 匿名流動型犯罪対策係
    - 特殊詐欺対策室
      - 企画指導係
      - 特殊詐欺捜査係

    - 薬物銃器対策室

  - 鑑識課
    - 庶務係
    - 指導係
    - 機動鑑識班
    - 足痕跡係
    - 資料係
    - 指紋係
    - 写真係

  - 科学捜査研究所
    - 庶務係
    - 法医係
    - 化学係
    - 物理係
    - 心理・文書係
- 交通部
  - 交通企画課
    - 庶務係
    - 企画係
    - 安全渉外係
    - 統計分析係
    - 高齢者交通安全推進室

  - 交通規制課
    - 庶務係
    - 協議係
    - 規制第一係
    - 規制第二係
    - 管制・施設係

  - 交通指導課
    - 庶務係
    - 企画指導係
    - 駐車対策係
    - 事件指導係
    - 交通捜査・鑑識係
    - 交通特別捜査第一係
    - 交通特別捜査第二係
    - 交通反則通告センター

  - 運転免許課
    - 庶務係
    - システム管理係
    - 試験係
    - 高齢運転者等支援係
    - 免許係
    - 行政処分係
    - 講習係
    - 教習所係
    - 米原分室
      - 試験係
      - 免許係

  - 交通機動隊
    - 庶務係
    - 第一小隊
    - 第二小隊

  - 高速道路交通警察隊
    - 庶務係
    - 企画規制係
    - 交通捜査取締係
    - 被害者支援係
    - 栗東分駐隊
      - 小隊

    - 彦根分駐隊
      - 小隊

    - 長浜分駐隊
      - 小隊

    - 南郷分駐隊
      - 小隊

    - 信楽分駐隊
      - 小隊
- 警備部
  - 警備第一課
    - 庶務係
    - 企画係
    - 資料係
    - 情報第一係
    - 情報第二係
    - 情報第三係
    - 国際テロリズム対策係
    - サイバー攻撃対策係
    - 警備捜査係

  - 警備第二課
    - 庶務係
    - 実施第一係
    - 実施第二係
    - 実施第三係
    - 警衛警護室
    - 航空隊
      - 管理係
      - 飛行係
      - 整備係

  - 警衛対策課
    - 庶務係
    - 警衛総務係
    - 警衛実施第一係
    - 警衛実施第二係
    - 警衛実施第三係
    - 警衛交通係

  - 機動隊
    - 庶務係
    - 第一小隊
    - 第二小隊
- 警察学校

## データ
- 警察署数 - 12
- 交番数 - 58
- 駐在所数 - 118
- 職員数 - 2185人
- パトカー - 117台（パトカーにおいての車体表記は「滋賀県警」）
- 白バイ - 30台
- 警備艇 - 7隻
  - 滋1 さざなみ 水上警察隊 12m型 2014-
  - 滋2 ひよどり 水上警察隊 8m型 1990-
  - 滋3 おうみ 水上警察隊 17m型 2012/3-
  - 滋4 ちくぶ 水上警察隊 12m型 2014/12-
  - 滋5 たかしま 水上警察隊 20m型 2019/4-
  - 滋6 はやぶさ 近江八幡 8m型 2013-
  - こたか 水上警察隊 8m型 2006-
  - (退役) 滋5 たかしま 水上警察隊 20m型 -2019/4
- ヘリコプター - 1機

## 警察署
警察署数は12。警察車両のナンバー地名はすべて「滋賀」である。
| ※    | 地域 | 警察署名称     | 所在地                      | 管轄区域                                                   |
| ---- | ---- | -------------- | --------------------------- | ---------------------------------------------------------- |
| 滋賀 | 湖南 | 大津警察署     | 大津市打出浜12-7            | 大津市南部                                                 |
| 滋賀 | 湖南 | 大津北警察署   | 大津市真野2丁目20-23        | 大津市北部                                                 |
| 滋賀 | 湖南 | 草津警察署     | 草津市大路2丁目11-16        | 草津市、栗東市                                             |
| 滋賀 | 湖南 | 守山警察署     | 守山市金森町494             | 守山市、野洲市                                             |
| 滋賀 | 湖南 | 甲賀警察署     | 甲賀市水口町水口6026        | 甲賀市、湖南市                                             |
| 滋賀 | 湖東 | 近江八幡警察署 | 近江八幡市土田町1322-1      | 近江八幡市、蒲生郡竜王町                                   |
| 滋賀 | 湖東 | 東近江警察署   | 東近江市八日市緑町26-18     | 東近江市、愛知郡愛荘町、蒲生郡日野町                       |
| 滋賀 | 湖東 | 彦根警察署     | 彦根市古沢町660-3           | 彦根市、犬上郡甲良町・多賀町・豊郷町                       |
| 滋賀 | 湖北 | 米原警察署     | 米原市米原177-1             | 米原市                                                     |
| 滋賀 | 湖北 | 長浜警察署     | 長浜市八幡中山町字鳥ノ前300 | 長浜市の一部（木之本警察署の管轄区域を除く）               |
| 滋賀 | 湖北 | 木之本警察署   | 長浜市木之本町木之本1536    | 長浜市の一部（旧伊香郡木之本町・高月町・西浅井町・余呉町） |
| 滋賀 | 湖西 | 高島警察署     | 高島市今津町中沼2丁目4      | 高島市                                                     |

署長を警視正が務める警察署は、大津警察署のみ。
廃止された警察署
- 愛知川警察署（現・東近江警察署愛知川警部交番）
- 日野警察署（現・東近江警察署日野警部交番）
- 虎姫警察署（現・長浜警察署虎姫警部交番）

福井県警察に移管された警察署
- 小浜警察署
- 敦賀警察署

## 道路情報ラジオ
国道1号
- 小柿（坊袋交差点 - 大路三丁目交差点）
- 本宮（音羽台交差点 - 逢坂一丁目交差点）

国道8号
- 外町（古沢交差点 - 地蔵町交差点）

※通常時は「こちらは滋賀県警察です。○○時○○分現在の滋賀県全域の交通情報をお知らせします」と放送され、毎時00分と30分には「こちらは警察路側○○（局名）、周波数1620kHz、出力10w」と冒頭に放送される。

## 水上警察隊
内陸県ではあるものの、国内最大の湖である琵琶湖を管轄することから、常設の水上警察隊を設置し、警備艇を配備している（2011年7月1日発足）。琵琶湖におけるプレジャーボートの指導・水上事故防止などの強化を図っている。2010年までは、各署で分散して水上派出所を運用し、毎年7月から8月の期間のみ関係部署・警察署の人員により水上警察隊を組織していた。

## 不祥事および論議を呼んだ捜査
- 2009年（平成21年）
  - 12月上旬 - 刑事部組織犯罪対策課の30歳代の男性警部補が、自らが担当していた事件について、不倫相手の女性との雑談中に、個人情報を含めた捜査情報を漏らしていたことが判明し、県警はこの警部補を、2012年11月8日に地方公務員法違反容疑で書類送検した上、減給10分の1とした[3]。
- 2010年（平成22年）
  - 3月24日 - 木之本警察署の前地域課長である警部が、同月開かれた送別会の席上で女性職員にセクハラをしていたことが発覚し、県警はこの警部を同月25日付で警務部付とした。
  - 11月 - 滋賀県警察学校の教官を務める40歳代の男性警部が、同校内で行われた懇親会において、生徒の警察官が酒を注いで回らなかったなどの理由で、生徒十数人に対し平手打ちなどの暴行を加えていたことが、翌2011年に発覚した。この警部は暴行容疑で同県警から事情聴取された。同県警は懲戒処分も検討している[4]。
  - 12月22日 - 男性警部が知人女性の酒気帯び運転を知りつつ同乗していたとして、翌2011年3月に懲戒免職処分となった[5]。
- 2011年（平成23年）
  - 1月 - 男性警部補が自身の起こした物損事故の隠蔽を企図した[6]。
- 2012年（平成24年）
  - 3月30日 - 大津警察署地域第一課の警部補と巡査の計2人の警察官が、同市内で喧嘩の仲裁を行ったが、終えて戻ろうとしたところ、乗ってきたパトカーが無くなっていた。その約2分後に同市内で乗り捨てられているのが見つかり、県警は何者かが乗り逃げしたものと見ている。警部補らは、パトカーから降りる際に、エンジンを止めていなかった[7]。
  - 5月19日 - 交通部高速道路交通警察隊小隊長の男性警部補が、大阪市浪速区内の知人女性の住むマンションの部屋に無断侵入した上、帰宅した女性を突き飛ばし軽傷を負わせたとして、大阪府浪速警察署に傷害および住居侵入の容疑で逮捕された[8]。その後この警部補は、守山警察署交通課に勤務していた2009年2月に、身上調査照会書を偽造して知人女性の戸籍謄本などを不正入手しようとしたとして、公文書偽造及び同行使の容疑で、同年7月25日に再逮捕された[9]。
  - 6月2日 - 甲賀市職員ら3人が同市の下水道関連工事の入札で業者側に事前に設計価格を漏洩したとして逮捕される事件があったが、この際、県警は2011年7月14日から施行の公契約関係競売等妨害容疑で大津地方裁判所に逮捕状を請求し、逮捕状が出たため逮捕した。ところが、捜査対象となった入札は、同罪の施行前である前年の2011年6月28日だったため、県警は一旦3人を釈放し、改めて競売入札妨害容疑で逮捕し直した[10]。
- 2013年（平成25年）
  - 9月 - 交通事故の調書を不正に記載し、県警は2017年5月17日付で警察官2人を虚偽有印公文書作成・同行使の容疑で書類送検し、所属長訓戒の処分とした[11]。
  - 9月26日 - 長浜警察署の40歳代の男性巡査長が、長浜市内の飲食店で同僚らと共に飲酒した際、20歳代の男性巡査長が、名を呼んだにもかかわらず無視したなどの理由で、この巡査長の顔を殴ったり頭突きを加えた他、煙草の火を押し付けるなどし、被害者の巡査長は顔面骨折などの重傷を負った。県警は加害者の巡査長を、同年10月17日付で傷害容疑で大津地方検察庁に書類送検した上、減給10分の1の処分としたが、「勤務時間外の私的な出来事」だったとの理由で、同年12月10日に新聞報道されるまで公表していなかった[12]。
  - 10月 - 大津北警察署が、覚醒剤事件で先に逮捕した男について、DNA鑑定によって、2010年6月に三重県松阪市で発生した窃盗事件にも関与していたとして再逮捕したが、当該の事件は既に三重県松阪警察署によって、別の被疑者の余罪として立件されていた。このため両署は話し合いの上で、別の未解決の窃盗事件を大津北警察署が不送致余罪を活用し検挙した形にした。検挙件数の帳尻合わせ目的の可能性があり、県警は不正に捜査資料が作成された可能性を視野に調べている[13]。
- 2014年（平成26年）
  - 6月27日 - 三重県内で発生した窃盗事件をめぐり、滋賀、三重両県警が検挙の統計を不正に処理していた問題で、滋賀県警は、公電磁的記録不正作出と同供用の疑いで、滋賀県警の50代男性警部補と30代男性巡査長、三重県警の50代男性警部の3人を書類送検した。いずれも容疑を認めているという[14]。
- 2015年（平成27年）
  - 3月18日 - 男性巡査長が同僚の財布から10万円を盗んだとして、窃盗容疑で書類送検されていたことがわかった。県警は4月に減給10分の1（3か月）の懲戒処分とした巡査長は依願退職[15]。
  - 6月9日 - 落とし物をシュレッダーで裁断するなど不正に扱ったため、監察室が調査を行った[16]。
  - 7月16日 - 警部と警部補をそれぞれ減給の処分にした。2人は部下を計20回ほど、長時間机の前に立たせ、「お前なんかいらん。やめてしまえ」などの暴言を吐いた。また顔を殴ったり、火をつけたライターを体に近づけたりした[17]。
  - 10月24日 - 男性巡査部長を盗撮の容疑で逮捕[18]。
- 2016年（平成28年）
  - 11月 - 長浜警察署が秋の人事異動に合わせて開いた懇親会において、複数の男性警察官が、女性職員2人にプロレスの技を掛け、その様子をカメラ付き携帯電話で撮影していたことが判明し、県警はセクハラとして8人を処分した。うち1人は依願退職した[19]。
- 2017年（平成29年）
  - 3月18日 - 2016年11月に女性署員にセクハラ行為があったとして、署員2人に減給処分、その他の6人にも処分[20]。
  - 7月 - 男性警部が証拠品写真が入ったSDカードを紛失し、県警は7月11日付でこの警部を所属長注意の処分[21]。
- 2018年（平成30年）
  - 4月11日 - 彦根警察署河瀬駅前交番（彦根市）において、男性巡査（19歳）が上司に当たる巡査部長（41歳）を貸与されていた拳銃で射殺した後、交番のパトカーを使って逃走する事件が発生した。巡査はその後にパトカーを乗り捨てさらに逃走するも、翌日未明に愛荘町内で発見され殺人容疑で逮捕された[22]。
  - 5月 - 交通部の50歳代の男性警部と、その部下の30歳代の巡査部長と巡査長の計3人が、県内で発生した交通事故の実況見分調書を不正に書き換えたとして、虚偽有印公文書作成などの容疑で書類送検された[23]。
  - 7月30日 - 特殊詐欺の被疑者（22歳男性）らの嘘の供述により、特殊詐欺グループの「上位役」として大学生が逮捕される冤罪事件が起こった。22歳男性被疑者らの供述を根拠に大学生から供述を引き出そうとする強引な手法や、取り調べ中に担当の男性刑事が居眠りをするなど、捜査の杜撰さも指摘されている。なお、滋賀県警は適切な捜査だったとしており、大学生や家族に対して謝罪を行っていない[24][25]。
- 2019年（平成31年・令和元年）
  - 7月3日 - 県内の警察署に勤務する男性警部（53歳）が、勤務を終えて午後6時半ごろから、女性と知人男性の3人で米原市内の飲食店で酒を飲むなどし、午後9時ごろ、トイレに居合わせた女性に無理やりキスをするなどした。滋賀県警は7月25日、男性警部を強制わいせつ容疑で男性警部を大津地方検察庁に書類送検し、停職1ヵ月の懲戒処分とした。男性警部は同日付で依願退職[26]。
  - 7月20日 - 女性巡査（20代）が元同僚（発覚前に退職）と不倫関係にあったとして、県警は女性巡査を所属長訓戒の懲戒処分とした。女性巡査は同日付で依願退職[27]。
  - 7月30日 - 警察署刑事部門にいた警部（40代）、警部補（30代）と巡査部長（30代）、巡査長（20代）の4人が、2019年12月に起きた事件の捜査報告書など7通を2020年1～4月、シュレッダーで細断した。県警は7月30日、公文書毀棄の疑いで4人を書類送検した。
  - 10月 - 生後1ヵ月の乳幼児の腕を咬んで全治約1週間の怪我を負わせたとして、傷害罪の疑いで20代の女性が逮捕される冤罪事件が起こった。その後、事件の証拠とされていた歯形が別人のものだと判明し、2020年1月の公判に証人として出廷した県警の鑑識担当者が「取り違えた可能性がある」と認めた。その後、大津地検は9月18日に女性の起訴を取り消した。弁護側は23日間も不当に勾留された上、執拗に自白を強要されたとして、刑事補償の請求も視野に入れている[28][29][30][31]。女性は2021年に提訴。2024年4月5日までに大津地裁で和解が成立した。国と滋賀県が計100万円の解決金を支払う。女性の代理人弁護士によると、県側が自白の強要があったことなどを認めたという[32]。
- 2020年（令和2年）
  - 3月31日 - 2003年5月に湖東記念病院（現在の東近江市）で起きた入院中の患者が死亡した事故を巡り、殺人罪に問われて12年間服役していた元・看護助手の女性の無罪が確定した。なお、彼女の取り調べを行った刑事は彼女の恋心を利用し、嘘の自白をさせた事が判明。なお、その刑事は現在、長浜警察署にて出世をしている他、滋賀県警は捜査上問題はないと主張した他、「無罪判決については、真摯に受け止め、今後の捜査に生かしてまいります」と回答した[33][34]。
- 2024年（令和6年）
  - 4月13日 - 近江八幡市の量販店から「稲荷寿司を万引きした人物がいる」との通報が近江八幡署に寄せられた。署では、店員による証言から、この店で売っていた稲荷寿司を持っていた70歳代女性を窃盗容疑で逮捕したが。その後の捜査で、この女性は店内にいた別の客から稲荷寿司を貰っていたことが判明し、署は3日後の16日に、誤認逮捕だったとして女性を釈放した[35]。
  - 11月13日 - 県警の7つの警察署に於いて、拳銃や薬物などといった事件の証拠品など計3,800点余りを放置していたことが、この日までに判明。放置された原因は不明だが、捜査への影響はないとしている[36]。県警のその後の調査で、殺人事件など重大事件の証拠品も含まれていたことが判明した[37]。